# 浙江永利
浙江永利實業集團有限公司，簡稱浙江永利實業集團、浙江永利實業，以及浙江永利（英語：Zhejiang Yongli Industry Group Co., Ltd.），於1986年由周永利（董事長）創立前身「楊汛橋紡織總廠」；1987年，成立前身「绍兴县天桥纺织厂」；1988年，成立前身「绍兴县津杨经编织物厂」。
業務在內地經營工贸型产业（轻纺、印染、热电、餐饮、商贸）、地产产业（建筑、建材、房产）和金融产业（参股银行、保险、租赁、投资基金）。
2010年12月，浙江永利以3.1億股收購浙江永隆實業股權。

## 連結
- Chinayongli.com （页面存档备份，存于）